# Институт по астрономия
Институтът по астрономия на Българската академия на науките е водещо научно учреждение в България, занимаващо се с фундаментални научни изследвания в областта на астрономията и астрофизиката. Основан е през 1958, когато се отделя като самостоятелна секция в рамките на Физическия институт на БАН. Негов пръв директор е Никола Бонев. По-късно се преобразува в Самостоятелна секция по астрономия към Единния център по физика на БАН. През 1995 г. придобива статут на самостоятелен институт. През 1981 е открита Националната обсерватория „Рожен“, където е монтиран най-големият телескоп в Югоизточна Европа, с диаметър на огледалото 2 м. Освен с него, обсерваторията разполага и с 60 см телескоп система Касегрен, 50/70 см Шмид-телескоп. Белоградчишката обсерватория разполага с 60 см Касегрен.
Институтът е организиран в 7 сектора, които изследват специфични области от науката: „Слънце“, „Слънчева система“, „Променливи звезди“, „Звездни атмосфери и звездни обвивки“, „Химически пекулярни звезди“, „Звездни купове“ и „Галактики“.